# Universal Robina
Universal Robina est une entreprise agroalimentaire philippine basée à Quezon City.